# Selecció femenina de futbol de Catalunya
La selecció femenina de futbol de Catalunya representa al país de Catalunya en competicions de futbol femení. Competeix sota la jurisdicció de la Federació Catalana de Futbol (FCF). No està afiliada amb la FIFA o la UEFA i, per tant, només pot jugar partits amistosos.

## Història

### Primera etapa (1985-1999)
Durant la dècada dels vuitanta i principi dels noranta hi va haver la primera selecció catalana absoluta, un equip que en poc temps es va situar a l'alçada de Galícia i Castella, les grans potències del futbol espanyol en aquell moment.
El primer pas d'aquella selecció va tenir lloc l'1 de març de 1985 al camp del Martinenc. Al barri barceloní del Guinardó, Juan Antonio Orenes va dirigir el primer entrenament que serviria per preparar el I Campionat d'Espanya de Seleccions Territorials.
Després d'unes setmanes d'entrenaments i amistosos, i amb alguna golejada inclosa (les catalanes van derrotar el Sabadell amb un contundent 7-0), el conjunt d'Orenes debutava l'11 de maig en competició oficial davant la selecció de les Illes Balears a l'estadi Rafael Puelles de Palma. Malgrat la poca trajectòria de l'equip català, les d'Orenes van proclamar-se subcampiones d'un torneig en el qual només van poder ser derrotades per les gallegues.
Tot i així, el combinat català només va haver d'esperar un any per treure's l'espina. En la segona edició del campionat espanyol, Catalunya va alçar-se com a campiona en imposar-se per tres gols a dos a la selecció castellana. En un moment en el qual el futbol femení gairebé era inexistent per a la gran majoria de la societat, l'èxit de les jugadores catalanes va ser reconegut per alguns dels mitjans esportius.
L'any 1988, encara amb Orenes com a seleccionador, Catalunya va estar a punt de tornar a proclamar-se campiona. Després de superar a les semifinals la selecció madrilenya, que s'havia mostrat com el rival a batre durant tot el torneig, les catalanes es van veure superades per l'equip de Guipúscoa, que s'enduia el títol per segon any consecutiu.
Després d'uns anys d'èxits, Marc Serrano va prendre el relleu a Juan Antonio Orenes al capdavant de la banqueta catalana. El pas de Serrano per la selecció de Catalunya, però, va ser efímer, ja que a principis de 1993, el tècnic català abandonava la seva aventura com a seleccionador per incorporar-se al Terrassa. Amb la marxa de Serrano, Félix Gimeno entrava en escena per assumir el càrrec.

### L'absoluta deixa pas a la sub-25
Gimeno es convertiria en l'entrenador amb més anys al capdavant de la selecció de Catalunya, ell i el seu equip tancaven un cicle el 1999, quan la Federació Espanyola de Futbol decidia eliminar la selecció absoluta per crear-ne la sub-25. Tal com va explicar Gimeno, aquesta modificació va fer que s'hagués de replantejar tot el futbol base per tal d'adaptar les seleccions autonòmiques, inclosa la catalana, a les espanyoles.
Gimeno va continuar al capdavant de la selecció sub-25 fins a la temporada 2007/08. Durant aquests anys, el tècnic val·lisoletà va dirigir també diversos partits amistosos del combinat absolut, que es va continuar concentrant per algunes cites especials, com per exemple, el Trofeu Joan Antoni Samaranch.
El cim de Gimeno arribaria el 27 de desembre de 2007 amb el darrer enfrontament de l'absoluta, el qual va enfrontar Galícia i Catalunya a l'estadi de Balaídos, a Vigo. Posteriorment, la selecció va desaparéixer.

### Renaixement de l'absoluta (2014-2019)
La Federació Catalana de Futbol va fer públic el nomenament de Natàlia Arroyo com a seleccionadora de la selecció femenina absoluta el novembre de 2014. Una selecció desapareguda des de la temporada 1997/98 que la FCF va voler tornar a impulsar. La selecció es va estrenar aquell Nadal amb el partit davant Euskadi a Lasesarre (Barakaldo) el 27 de desembre de 2014. A partir d'aquell any la selecció ha disputat un partit amistós annualment per les dates nadalenques.

### Etapa post-pandèmia (2022-actualitat)
El 22 de setembre de 2022 la Federació Catalana de Futbol va anunciar el retorn de la selecció, tres anys després de la seva darrera aparició. L'anuncia incloia un partit contra la selecció de Veneçuela per al novembre de 2022 i un altre amb rival indeterminat per al 2023. Menys d'un mes després, la FCF va anunciar la suspensió del partit contra Veneçuela "per no donar-se les circumstàncies per la celebració del partit", arran de les acusacions publicades cap a l'excandidat a la presidència de la FCF Juan José Isern. L'altre partit tampoc es va acabar disputant.

## Resultats
| 27 de desembre del 2007 | Galícia             | 1–6     | Catalunya                                                                             | Vigo                     |  |
| 18:00                   | María Paz Vilas 20' | Informe | 1' 5' Miriam Diéguez · 40' 44' Sara Serna · 59' Rocío Serrano · 73' Georgina Carreras | Balaídos · Elena Casal · |  |

| 27 de desembre del 2014 | Euskadi                 | 1–1     | Catalunya      | Barakaldo                    |  |
| 18:30                   | María Diáz Cirauqui 18' | Informe | 6' Olga García | Lasesarre · Carlos Arriola · |  |

| 26 de desembre del 2015                           | Catalunya                                         | 1–1             | Euskadi                            | Barcelona                                         |                                    |
| 18:45                                             | Corredera 90+1'                                   | Informe         | 75' Beristain                      | Mini Estadi · 4,106 espectadors · Rebollo López · |                                    |
|                                                   |                                                   | Tanda de penals |                                    |                                                   |                                    |
| Serna · Putellas · Mendoza · Corredera · Carreras | Serna · Putellas · Mendoza · Corredera · Carreras | 3–4             | Beristain · Lareo · Corres · Baños | Beristain · Lareo · Corres · Baños                | Beristain · Lareo · Corres · Baños |

| 22 de desembre del 2016 | Galícia | 0–5     | Catalunya                                                  | Vilagarcía de Arousa                        |  |
| 19:00                   |         | Informe | 5' Férez · 9' Putellas · 26', 37' Olga García · 68' Llamas | A Lomba · 4,500 espectadors · Elena Casal · |  |

| 22 de desembre del 2017 | Navarra        | 1-3     | Catalunya                                   | Pamplona                                            |  |
| 18:30                   | Maite Oroz 19' | Informe | 21' Aitana Bonmatí · 61' 62' Carolina Férez | El Sadar · 1.000 espectadors · David Recio Moreno · |  |

| 21 de gener del 2019                                           | Catalunya                                                      | 0-0             | Xile                                                     | L'Hospitalet de Llobregat                                                                 |                                                          |
| 19:00                                                          |                                                                | Informe         |                                                          | Estadi Olímpic Municipal de la Feixa Llarga · 2.560 espectadors · Ylenia Sánchez Miguel · |                                                          |
|                                                                |                                                                | Tanda de penals |                                                          |                                                                                           |                                                          |
| Anna Torrodà · María González · Brenda Pérez · Laura Gutiérrez | Anna Torrodà · María González · Brenda Pérez · Laura Gutiérrez | 4-2             | Karen Araya · Noelia García · Yanara Aedo · Javiera Grez | Karen Araya · Noelia García · Yanara Aedo · Javiera Grez                                  | Karen Araya · Noelia García · Yanara Aedo · Javiera Grez |

| 7 d'abril del 2024 | Catalunya                                                                                           | 5-1     | Paraguai           | Palamós                                                                                           |  |
| 12:00              | Arola Aparicio 15' · Cristina Baudet 30' · Maria Llompart 38' · Fatou Kanteh 50' · Vicky Losada 77' | Informe | 48' Rebeca Melissa | Estadi Municipal de Palamós - Costa Brava · 3.351 espectadors · Cecilia Muñoz di Giovambattista · |  |

## Jugadores

### Jugadores convocables
Les jugadores seleccionables que pertanyen a les principals lligues són:
| Posició      | Jugadora            | Club                       |
| Porteres     | Porteres            | Porteres                   |
| ------------ | ------------------- | -------------------------- |
| POR          | Esther Sullastres   | Sevilla FC                 |
| POR          | Gemma Font          | FC Barcelona               |
| POR          | Noelia García       | Eibar                      |
| POR          | Laia Garcia         | Llevant Les Planes         |
| POR          | Laura Coronado      | Llevant Les Planes         |
| Defenses     |                     |                            |
| DEF          | Berta Pujadas       | València CF                |
| DEF          | Laia Alexandri      | Manchester City            |
| DEF          | Leila Ouahabi       | Manchester City            |
| DEF          | Jana Fernàndez      | FC Barcelona               |
| DEF          | Marta Torrejón      | FC Barcelona               |
| DEF          | Laia Codina         | Arsenal                    |
| DEF          | Andrea Pereira      | Club América Femenil       |
| DEF          | Ona Batlle          | FC Barcelona               |
| DEF          | Maria Molina        | València CF                |
| DEF          | Maria Estella       | UD Tenerife                |
| DEF          | Emma Ramírez        | Reial Societat             |
| DEF          | Berta Bou           | Llevant Les Planes         |
| DEF          | Núria Mendoza       | Llevant UD                 |
| DEF          | Débora García       | Sevilla FC                 |
| DEF          | Martina Fernàndez   | FC Barcelona               |
| DEF          | Meritxell Martorell | AEM Lleida                 |
| Migcampistes |                     |                            |
| MIG          | Alexia Putellas     | FC Barcelona               |
| MIG          | Aitana Bonmatí      | FC Barcelona               |
| MIG          | Anna Torrodà        | SD Eibar                   |
| MIG          | Vicky Losada        | Brighton                   |
| MIG          | Maria Llompart      | Villarreal CF              |
| MIG          | Carol Férez         | València                   |
| MIG          | Laura Gutiérrez     | Llevant                    |
| MIG          | Eva Llamas          | Sevilla FC                 |
| MIG          | Paola Soldevila     | Villarreal CF              |
| MIG          | Carol Férez         | Reial Betis                |
| MIG          | Brenda Pérez        | Sporting Clube de Portugal |
| MIG          | Zaira Flores        | SD Eibar                   |
| Davanteres   |                     |                            |
| DAV          | Irina Uribe         | Llevant Les Planes         |
| DAV          | Claudia Pina        | FC Barcelona               |
| DAV          | Bruna Vilamala      | FC Barcelona               |
| DAV          | Cristina Baudet     | Llevant Les Planes         |
| DAV          | Fatoumata Kanteh    | Villarreal CF              |
| DAV          | Elena Julve         | Llevant Les Planes         |
| DAV          | Arola Aparicio      | Sevilla FC                 |
| DAV          | Carla Armengol      | Reial Betis                |
| DAV          | Judit Pablos        | RCD Espanyol               |

### Convocatòria per al Catalunya-Paraguai
Les jugadores catalanes convocades per disputar el partit contra la selecció de Paraguai el 7 d'abril de 2024 van ser les següents:
| Posició      | Jugadora            | Club                   |
| Porteres     | Porteres            | Porteres               |
| ------------ | ------------------- | ---------------------- |
| POR          | Esther Sullastres   | Sevilla FC             |
| POR          | Gemma Font          | FC Barcelona           |
| Defenses     |                     |                        |
| DEF          | Marta Torrejón      | FC Barcelona           |
| DEF          | Leila Ouahabi       | Manchester City        |
| DEF          | Berta Bou           | Llevant Les Planes     |
| DEF          | Emma Ramírez        | Reial Societat         |
| DEF          | Débora García       | Sevilla FC             |
| DEF          | Eva Llamas          | Sevilla FC             |
| DEF          | Meritxell Martorell | AEM Lleida             |
| Migcampistes |                     |                        |
| MIG          | Vicky Losada        | Brighton & Hove Albion |
| MIG          | Maria Llompart      | Villarreal CF          |
| MIG          | Paola Soldevila     | Villarreal CF          |
| MIG          | Cristina Baudet     | Llevant Les Planes     |
| MIG          | Laura Martínez      | Llevant Les Planes     |
| MIG          | Queralt Torradeflot | CE Europa              |
| MIG          | Zaira Flores        | SD Eibar               |
| Davanteres   |                     |                        |
| DAV          | Fatou Kanteh        | Villarreal CF          |
| DAV          | Irina Uribe         | Llevant Les Planes     |
| DAV          | Arola Aparicio      | Sevilla FC             |
| DAV          | Judit Pablos        | RCD Espanyol           |

### Convocatòria per al Catalunya-Xile
La convocatòria de la selecció per disputar el partit contra la selecció de Xile el 21 de gener del 2019 estava formada per les següents jugadores:
| Posició      | Jugadora                  | Club               |
| Porteres     | Porteres                  | Porteres           |
| ------------ | ------------------------- | ------------------ |
| POR          | Noelia García             | Igualada           |
| POR          | Maria José Pons ‘Mariajo’ | Espanyol           |
| Defenses     |                           |                    |
| DEF          | Berta Pujadas             | Espanyol           |
| DEF          | Laia Alexandri            | Atlético de Madrid |
| DEF          | Ona Batlle                | Llevant            |
| DEF          | Maria Estella             | Granadilla         |
| DEF          | Núria Mendoza             | Reial Societat     |
| DEF          | Paola Soldevila           | Reial Societat     |
| Migcampistes |                           |                    |
| MIG          | Anna Torrodà              | Espanyol           |
| MIG          | Cristina Baudet           | Espanyol           |
| MIG          | Georgina Carreras         | València           |
| MIG          | Carol Férez               | València           |
| MIG          | Débora García             | València           |
| MIG          | Laura Gutiérrez           | Llevant            |
| MIG          | Eva Llamas                | Granadilla         |
| MIG          | Brenda Pérez              | Espanyol           |
| Davanteres   |                           |                    |
| DAV          | Olga García               | Atlético de Madrid |
| DAV          | Maria González            | Logroño            |

### Convocatòria per al Navarra-Catalunya
La convocatòria de la selecció per disputar el partit contra la selecció de Navarra el 22 de desembre del 2017 estava formada per les següents jugadores:
Nota: les columnes de 'Partits' i 'Gols' poden estar desactualitzades.
| Dorsal       | Posició  | Jugadora                | Data de naixement/edat | Partits  | Gols     | Club               |
| Porteres     | Porteres | Porteres                | Porteres               | Porteres | Porteres | Porteres           |
| ------------ | -------- | ----------------------- | ---------------------- | -------- | -------- | ------------------ |
| 1            | POR      | Laura Ràfols            | 23 de juny de 1990     | 4        | 0        | Barcelona          |
| 13           | POR      | Esther Sullastres       | 20 de març de 1993     | 2        | 0        | Zaragoza           |
| Defenses     |          |                         |                        |          |          |                    |
| 2            | DEF      | Kenti Robles            | 15 de febrer de 1991   | 1        | 0        | Atlético de Madrid |
| 3            | DEF      | Maria Estella del Valle | 10 de juny de 1994     | 4        | 0        | Granadilla         |
| 4            | DEF      | Elba Vergés             | 4 d'octubre de 1995    | 3        | 0        | Espanyol           |
| 5            | DEF      | Andrea Pereira          | 19 de setembre de 1993 | 3        | 0        | Atlético de Madrid |
| 12           | DEF      | Berta Pujadas           | 9 d'abril de 2000      | 1        | 0        | Espanyol           |
| 18           | DEF      | Núria Mendoza           | 15 de desembre de 1995 | 4        | 0        | Reial Societat     |
| Migcampistes |          |                         |                        |          |          |                    |
| 6            | MIG      | Aina Torres             | 26 de febrer de 1992   | 1        | 0        | Santa Teresa       |
| 7            | MIG      | Brenda Pérez            | 26 de juny de 1993     | 2        | 0        | Espanyol           |
| 8            | MIG      | Aitana Bonmatí          | 18 de gener de 1998    | 2        | 1        | Barcelona          |
| 10           | MIG      | Georgina Carreras       | 9 de juny de 1989      | 2        | 0        | València           |
| 15           | MIG      | Ainhoa López            | 8 de gener de 1999     | 1        | 0        | Zaragoza           |
| 17           | MIG      | Alba Aznar              | 2 de setembre de 1993  | 2        | 0        | Llevant            |
| Davanteres   |          |                         |                        |          |          |                    |
| 9            | DAV      | Carolina Férez          | 26 de juny de 1991     | 4        | 3        | València           |
| 11           | DAV      | Débora García           | 17 d'octubre de 1989   | 4        | 0        | València           |
| 14           | DAV      | Marta Corredera         | 8 d'agost de 1991      | 3        | 1        | Atlético de Madrid |

### Convocatòries anteriors (2014-2016)
Les següents jugadores també van ser convocades per la selecció des del 2014 fins al 2016:
| Posició      | Jugadora         | Data de naixement/edat | Partits  | Gols     | Club               | Última convocatòria                    |
| Porteres     | Porteres         | Porteres               | Porteres | Porteres | Porteres           | Porteres                               |
| ------------ | ---------------- | ---------------------- | -------- | -------- | ------------------ | -------------------------------------- |
| POR          | María José Pons  | 8 d'agost de 1984      | 3        | 0        | Espanyol           | 26 de desembre de 2015, contra Euskadi |
| Defenses     |                  |                        |          |          |                    |                                        |
| DEF          | Cristina Becerra | 25 de maig de 1989     | 1        | 0        | AEM Lleida         | 27 de desembre de 2014, contra Euskadi |
| DEF          | Paula Nicart     | 8 de setembre de 1994  | 2        | 0        | València           | 26 de desembre de 2015, contra Euskadi |
| DEF          | Leila Ouahabi    | 22 de març de 1993     | 3        | 0        | Barcelona          | 22 de desembre de 2016, contra Galícia |
| DEF          | Paola Soldevila  | 7 de desembre de 1996  | 3        | 0        | Atlético de Madrid | 22 de desembre de 2016, contra Galícia |
| DEF          | Marta Torrejón   | 27 de febrer de 1990   | 3        | 0        | Barcelona          | 26 de desembre de 2015, contra Euskadi |
| Migcampistes |                  |                        |          |          |                    |                                        |
| MIG          | Cristina Baudet  | 8 de juliol de 1991    | 1        | 0        | Espanyol           | 22 de desembre de 2016, contra Galícia |
| MIG          | Miriam Diéguez   | 4 de maig de 1986      | 2        | 2        | Llevant            | 26 de desembre de 2015, contra Euskadi |
| MIG          | Laura Gutiérrez  | 2 de maig de 1994      | 2        | 0        | Barcelona          | 22 de desembre de 2016, contra Galícia |
| MIG          | Eva Llamas       | 29 de maig de 1992     | 1        | 1        | Granadilla         | 22 de desembre de 2016, contra Galícia |
| MIG          | Vicky Losada     | 5 de març de 1991      | 3        | 0        | Barcelona          | 22 de desembre de 2016, contra Galícia |
| MIG          | Alèxia Putellas  | 4 de febrer de 1994    | 3        | 1        | Barcelona          | 22 de desembre de 2016, contra Galícia |
| Davanteres   |                  |                        |          |          |                    |                                        |
| DAV          | Olga García      | 1 de juny de 1996      | 2        | 3        | Barcelona          | 22 de desembre de 2016, contra Galícia |
| DAV          | Carla Gómez      | 28 de febrer de 1994   | 1        | 0        | Santa Teresa       | 27 de desembre de 2014, contra Euskadi |
| DAV          | Sara Serna       | 28 de novembre de 1987 | 2        | 2        | CE Seagull         | 26 de desembre de 2015, contra Euskadi |